# برونو مندونسا
برونو مندونسا هو لاعب هوكي الحقل برازيلي، ولد في 7 يناير 1984.

## وصلات خارجية
- برونو مندونسا على موقع الاتحاد الدولي للهوكي (الإنجليزية)
- برونو مندونسا على موقع أوليمبيديا (الإنجليزية)
- برونو مندونسا على موقع اللجنة الأولمبية البرازيلية (البرتغالية)